# Laboratorium voor Aero- & Hydrodynamica

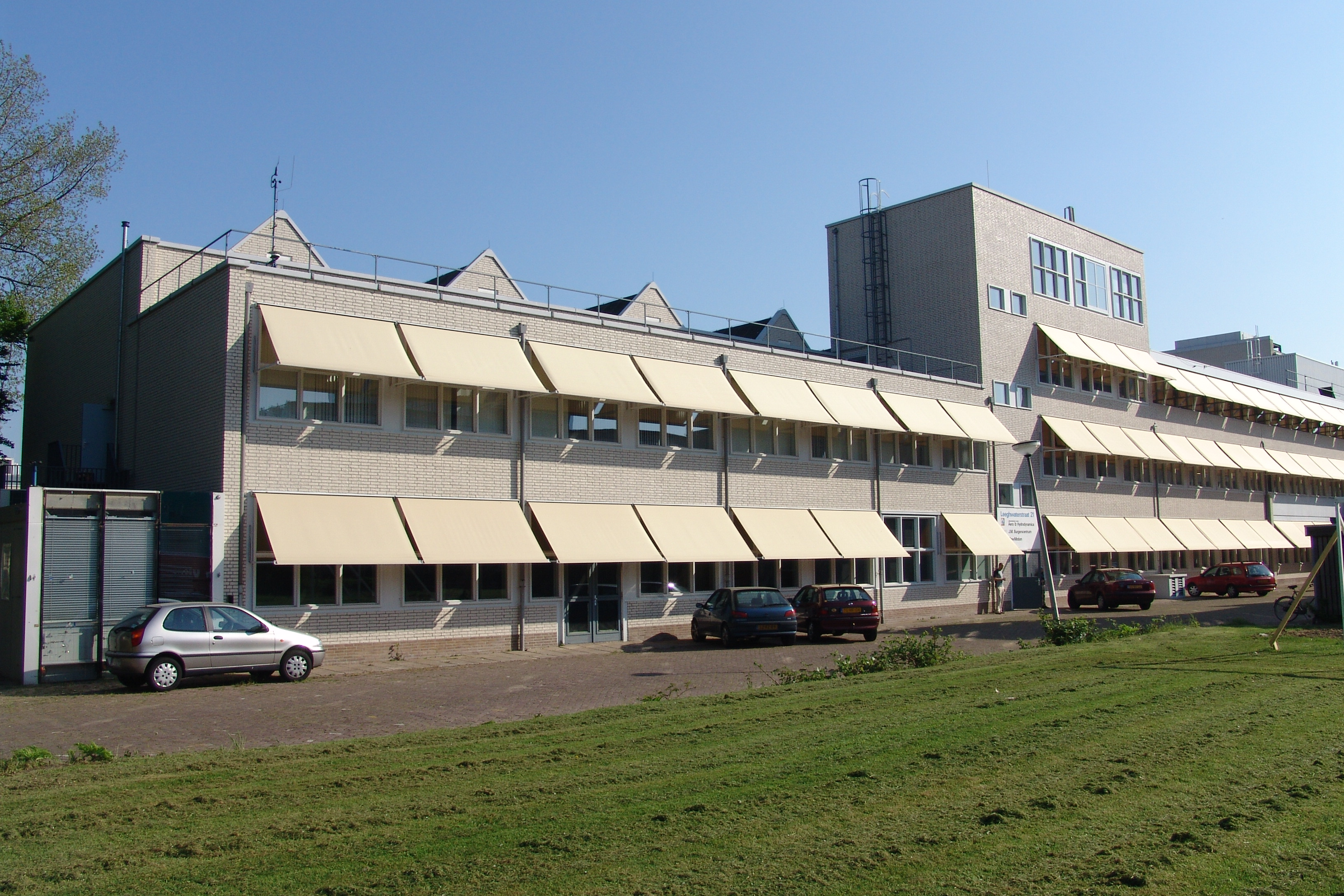
Het huidige Laboratorium voor Aero- & Hydrodynamica aan de Leeghwaterstraat 21.

Het Laboratorium voor Aero- en Hydrodynamica is onderdeel van de Faculteit Werktuigbouwkunde, Maritieme Techniek en Materiaalkunde (3mE) van de Technische Universiteit Delft. Het laboratorium werd opgericht door J.M. Burgers na zijn benoeming als hoogleraar in 1918, en geldt als bakermat voor het moderne onderzoek in Nederland op het gebied van vloeistofmechanica en in het bijzonder op het gebied van turbulente stromingen.
Tot augustus 2000 was het laboratorium gehuisvest aan de Rotterdamseweg 145. Het huidige laboratorium is gehuisvest aan de Leeghwaterstraat 21, als onderdeel van het gebouw van de faculteit 3mE.
Een bekende opvolger van J.M. Burgers was J.O. Hinze. Hij heeft een standaardwerk over turbulentie geschreven. Van 1978 tot 1984 stond het laboratorium onder leiding van prof.dr.ir. G. Ooms.